# Championnats de Macédoine du Nord de cyclisme sur route
Les championnats de Macédoine du Nord de cyclisme sur route sont organisés périodiquement depuis 2010.

## Hommes

### Podiums de la course en ligne
| Année | Vainqueur            | Deuxième             | Troisième              |
| ----- | -------------------- | -------------------- | ---------------------- |
| 2010  | Gorgi Popstefanov    | Goran Kuzmanovski    | Joze Jovanov           |
| 2011  | Stefan Petrovski     | Joze Jovanov         | Goran Kuzmanovski      |
| 2012  | Stefan Petrovski     | Ivica Davidovski     | Darko Mitovski         |
| 2013  | Predrag Dimevski     | Veli Sadiki          | Ivica Davidovski       |
| 2014  | Stefan Petrovski     | Ivica Davidovski     | Nikola Djukić          |
| 2015  | Stefan Petrovski     | Nikola Djukić        | Predrag Dimevski       |
| 2016  | Gorgi Popstefanov    | Ivica Davidovski     | Nikola Djukić          |
| 2017  | Stefan Petrovski     | Nikola Djukić        | Mihail Tasevski        |
| 2018  | Andrej Petrovski     | Nikola Lefkov        | Daniel Jakovlevski     |
| 2019  | Andrej Petrovski     | Nikola Lefkov        | Stefan Petrovski       |
| 2020  | Nikola Lefkov        | Andrej Petrushevski  | Milan Nacevski         |
| 2021  | Predrag Dimevski     | Kristijan Vanchevski | Memet Memedi           |
| 2022  | Andrej Petrovski     | Stefan Petrovski     | Kristijan Vanchevski   |
| 2023  | Stefan Petrovski     | Kiril Markovski      | Tefik Salakhi          |
| 2024  | Kristijan Vanchevski | Nikola Lefkov        | Aleksandar Miloshevski |
| 2025  | Stefan Petrovski     | Memet Memedi         | Andrej Petrovski       |

Multi-titrés
- 7 : Stefan Petrovski
- 3 : Andrej Petrovski
- 2 : Gorgi Popstefanov, Predrag Dimevski

### Podiums du contre-la-montre
| Année | Vainqueur          | Deuxième          | Troisième         |
| ----- | ------------------ | ----------------- | ----------------- |
| 2010  | Joze Jovanov       | Borislav Solarski | Boban Andevski    |
| 2011  | Boban Andevski     | Joze Jovanov      | Borislav Solarski |
| 2012  | Joze Jovanov       | Zoran Ristovski   | Stefan Petrovski  |
| 2013  | Zoran Ristovski    | Predrag Dimevski  | Stefan Petrovski  |
| 2014  | Veli Sadiki        | Ivica Davidovski  | Borislav Solarski |
| 2015  | Stefan Petrovski   | Borislav Solarski | Ivica Davidovski  |
| 2016  | Darko Simonovski   | Jane Trifunovski  | Levent Rifat      |
| 2017  | Levent Rifat       | Darko Simonovski  | Jane Trifunovski  |
| 2018  | Andrej Petrovski   | Nikola Lefkov     | Gorgi Popstefanov |
| 2019  | Andrej Petrovski   | Nikola Lefkov     | Stefan Petrovski  |
| 2020  | Bojan Naumovski    | Nikola Lefkov     | Daniel Jakimovski |
| 2021  | Andrej Petrovski   | Daniel Jakimovski | Milan Nacevski    |
| 2022  | Andrej Petrovski   | Bojan Naumovski   | Darko Simonovski  |
| 2023  | Darko Simonovski   | Bojan Naumovski   | Ivan Trpcevski    |
| 2024  | Darko Simonovski   | Ivan Trpcevski    | Nikola Lefkov     |
| 2025  | Slobodan Nastevski | Memet Memedi      | Marjan Tasevski   |

Multi-titrés
- 4 : Andrej Petrovski
- 2 : Darko Simonovski, Joze Jovanov

### Podiums de la course de côte
| Année     | Vainqueur            | Deuxième             | Troisième            |
| --------- | -------------------- | -------------------- | -------------------- |
| 2014      | Ivica Davidovski     | Nikola Gukik         | Stefan Petrovski     |
| 2015      | Nikola Gukik         | Stefan Petrovski     | Blagoja Perunovska   |
| 2016      | Nikola Lefkov        | Nikola Gukik         | Daniel Jakovlevski   |
| 2017      | Nikola Gukik         | Levent Rifat         | Goran Kuzmanoski     |
| 2018-2019 | ?                    | ?                    | ?                    |
| 2020      | Nikolche Damjanovski | Kristijan Vanchevski | Mario Petrovski      |
| 2021      | Kristijan Vanchevski | Martin Fotevski      | Bojan Stojcevski     |
| 2022      | Tefik Salakhi        | Daniel Jakovlevski   | Kristijan Vanchevski |
| 2023      | Tefik Salakhi        | Daniel Jakovlevski   | Aleksandr Petrovsky  |

Multi-titrés
- 2 : Nikola Gukik, Tefik Salakhi

## Femmes

### Podiums de la course en ligne
| Année | Vainqueur           | Deuxième            | Troisième             |
| ----- | ------------------- | ------------------- | --------------------- |
| 2010  | Dragana Zafirovska  | Arzana Shabani      |                       |
| 2011  | Dragana Zafirovska  | Ena Medina          | Michaela Velitskovska |
| 2012  | Aneta Antovska      | Dragana Zafirovska  |                       |
| 2013  | Rosica Kostova      |                     |                       |
| 2014  | Aneta Antovska      |                     |                       |
| 2015  | Aneta Antovska      | Katerina Nikolovska | Rosica Kostova        |
| 2016  | Katerina Nikolovska | Aneta Antovska      | Anita Velickovska     |
| 2017  | Aneta Antovska      | Anita Velickovska   | Katerina Nikolovska   |
| 2018  |                     |                     |                       |
| 2019  | Anita Velickovska   | Aneta Antovska      | Adriana Anastasoska   |
| 2023  | Elena Petrova       | Dunja Ivanova       | Adriana Anastasoska   |
| 2024  | Elena Petrova       |                     |                       |

### Podiums du contre-la-montre
| Année | Vainqueur          | Deuxième            | Troisième             |
| ----- | ------------------ | ------------------- | --------------------- |
| 2010  | Dragana Zafirovska | Martina Micevska    | Arzana Shabani        |
| 2011  | Dragana Zafirovska | Elena Dimitrijevik  | Michaela Velitskovska |
| 2012  | Aneta Antovska     |                     |                       |
| 2013  | Aneta Antovska     |                     |                       |
| 2014  | Aneta Antovska     | Rosica Kostova      |                       |
| 2015  | Aneta Antovska     | Katerina Nikolovska | Andrea Budimirovska   |
| 2016  | Aneta Antovska     | Katerina Nikolovska | Anita Velickovska     |
| 2017  | Aneta Antovska     | Anita Velickovska   | Andrea Budimirovska   |
| 2018  | Anita Velickovska  | Ilina Popova        | Blagoj Kushovska      |
| 2019  | Aneta Antovska     | Cveta Dafeva        | Adriana Anastasoska   |
| 2023  | Elena Petrova      | Dunja Ivanova       | Adriana Anastasoska   |
| 2024  | Elena Petrova      | Adriana Anastasoska | Dzina Stevkovska      |

## Espoirs Hommes

### Podiums de la course en ligne
| Année | Vainqueur              | Deuxième               | Troisième           |
| ----- | ---------------------- | ---------------------- | ------------------- |
| 2022  | Dimitar Jovanoski      | Viktor Vanchevski      | Mihail Krstov       |
| 2023  | Aleksandar Miloshevski | Viktor Vanchevski      | Andrej Petrushevski |
| 2024  | Dimitar Jovanoski      | Aleksandar Miloshevski | Luka Dimitrijoski   |
| 2025  | Dimitar Jovanoski      | Ivan Ilijevski         | Jovan Panevski      |

### Podiums du contre-la-montre
| Année | Vainqueur         | Deuxième               | Troisième              |
| ----- | ----------------- | ---------------------- | ---------------------- |
| 2022  | Dimitar Jovanoski | Viktor Vanchevski      | Andrej Petrushevski    |
| 2023  | Luka Dimitrijoski | Andrej Petrushevski    | Viktor Vanchevski      |
| 2024  | Dimitar Jovanoski | Aleksandar Miloshevski | Ivan Ilijevski         |
| 2025  | Dimitar Jovanoski | Jovan Panevski         | Aleksandar Miloshevski |

## Juniors Hommes

### Podiums de la course en ligne
| Année     | Vainqueur           | Deuxième          | Troisième              |
| --------- | ------------------- | ----------------- | ---------------------- |
| 2010      | Ile Krsteski        | Dejan Stefanoski  | Alexander Todorovski   |
| 2011      | Kostadyn Petrov     | Jahi Ibishi       | Gotse Radeski          |
| 2012-2017 | ?                   | ?                 | ?                      |
| 2018      | Aleksandar Cavleski | Ivica Gacovski    | Daniel Mojsoski        |
| 2019      | Andrej Petrushevski | Viktor Vanchevski | Dimitar Jovanoski      |
| 2020      | Dimitar Jovanoski   | Viktor Vanchevski | Teo Vrondeliev         |
| 2021      | Jovan Mitev         | Teo Vrondeliev    | Aleksandar Miloshevski |
| 2022      | Valentino Petkovski | Luka Dimitrijoski | Dario Vasilevski       |
| 2023      | Nemanja Paunovski   | Andrej Madzoski   | Valentino Petkovski    |
| 2024      | Andrej Madzoski     | Dejan Momirovski  | Nikola Risteski        |
| 2025      | Konstantin Kostoski | Kiril Ancevski    | Nikola Risteski        |

### Podiums du contre-la-montre
| Année | Vainqueur              | Deuxième            | Troisième              |
| ----- | ---------------------- | ------------------- | ---------------------- |
| 2010  | Dejan Stefanoski       | Jahi Ibishi         | Alexander Todorovski   |
| 2011  | Kostadyn Petrov        | Jahi Ibishi         | Daniel Donev           |
| 2012  | Nikola Gukik           | Kostadyn Petrov     | Levent Rifat           |
| 2013  | Jovan Jovanoski        | Nikola Gukik        | Dimitar Velkov         |
| 2014  | Kristijan Nikolov      | Dragan Kojcheski    | Dragan Cvetkovski      |
| 2015  | Denis Kolevski         | Dragan Tsvetkov     | Kristijan Nikolov      |
| 2016  | Denis Kolevski         | Stole Zdravkov      | Mario Petrovski        |
| 2017  | ?                      | ?                   | ?                      |
| 2018  | Aleksandar Cavleski    | Bojan Stojcevski    | Daniel Mojsoski        |
| 2019  | Viktor Vanchevski      | Andrej Petrushevski | Andrej Stojanovski     |
| 2020  | Dimitar Jovanoski      | Viktor Vanchevski   | Jovan Mitev            |
| 2021  | Jovan Mitev            | Luka Dimitrijoski   | Aleksandar Miloshevski |
| 2022  | Aleksandar Miloshevski | Luka Dimitrijoski   | Nemanja Paunovski      |
| 2023  | Nemanja Paunovski      | Andrej Madzoski     | Aleksandar Atanasovski |
| 2024  | Nikola Risteski        | Nikola Cekerovski   | Dejan Momirovski       |
| 2025  | Nikola Risteski        | Vedran Cicov        | Konstantin Kostoski    |

Multi-titrés
- 2 : Nikola Risteski, Denis Kolevski